# Дешевиха
Дешевиха — деревня в Усть-Кубинском районе Вологодской области при впадении Яхреньги в Уфтюгу.
Входит в состав Богородского сельского поселения, с точки зрения административно-территориального деления — в Богородский сельсовет.
Расстояние по автодороге до районного центра Устья — 55 км, до центра муниципального образования Богородского — 5,5 км. Ближайшие населённые пункты — Соломатино, Носарево, Ермолино, Ихомово.
По переписи 2002 года население — 114 человек (59 мужчин, 55 женщин). Всё население — русские.